# Lucía Caram
Sor Lucía Caram (sinh ngày 21 tháng 10 năm 1966) là một nữ tu, đầu bếp, nhà văn và người dẫn chương trình theo dòng Dominican. Bà là người Argentina, và hiện đang cư trú tại Tây Ban Nha.

## Tiểu sử
Lucía Caram sinh ra ở Tucumán, người thứ năm trong bảy anh chị em, trong một gia đình gốc Lebanon. Bà được giáo dục tại một trường tôn giáo.
Trong thời kỳ độc tài ở Argentina từ năm 1976 đến 1983, Tucumán đã bị trừng phạt bởi sự đàn áp của quân đội, và bà nói rằng "đó là khi [bà] chứng kiến sự đau khổ của mọi người và câu hỏi tại sao lại có bạo lực. Đó là hạt giống đầu tiên ơn gọi của [bà]. " 
Lucía Caram đã sống ở Tây Ban Nha được 27 năm và cư trú tại Tu viện Santa Clara de Manresa ở Barcelona, nơi bà thúc đẩy đối thoại liên tôn. Bà là người quảng bá cho Fundación Rosa Oriol, phục vụ 1.400 gia đình có hoàn cảnh khó khăn.
Bà đã gây ra sự phẫn nộ và nhận được những lời đe dọa về cái chết sau khi nói rằng Mary, mẹ của Jesus không phải là một trinh nữ.

## Truyền hình
Bà hợp tác trong chương trình Las mañanas de Cuatro. Bà cũng có một chương trình công thức nấu ăn Cooking Channel (Spain), Sor Lucía. Chương trình này cũng được phát cho Châu Mỹ Latinh bởi El Gourmet.

## Giải thưởng và công nhận

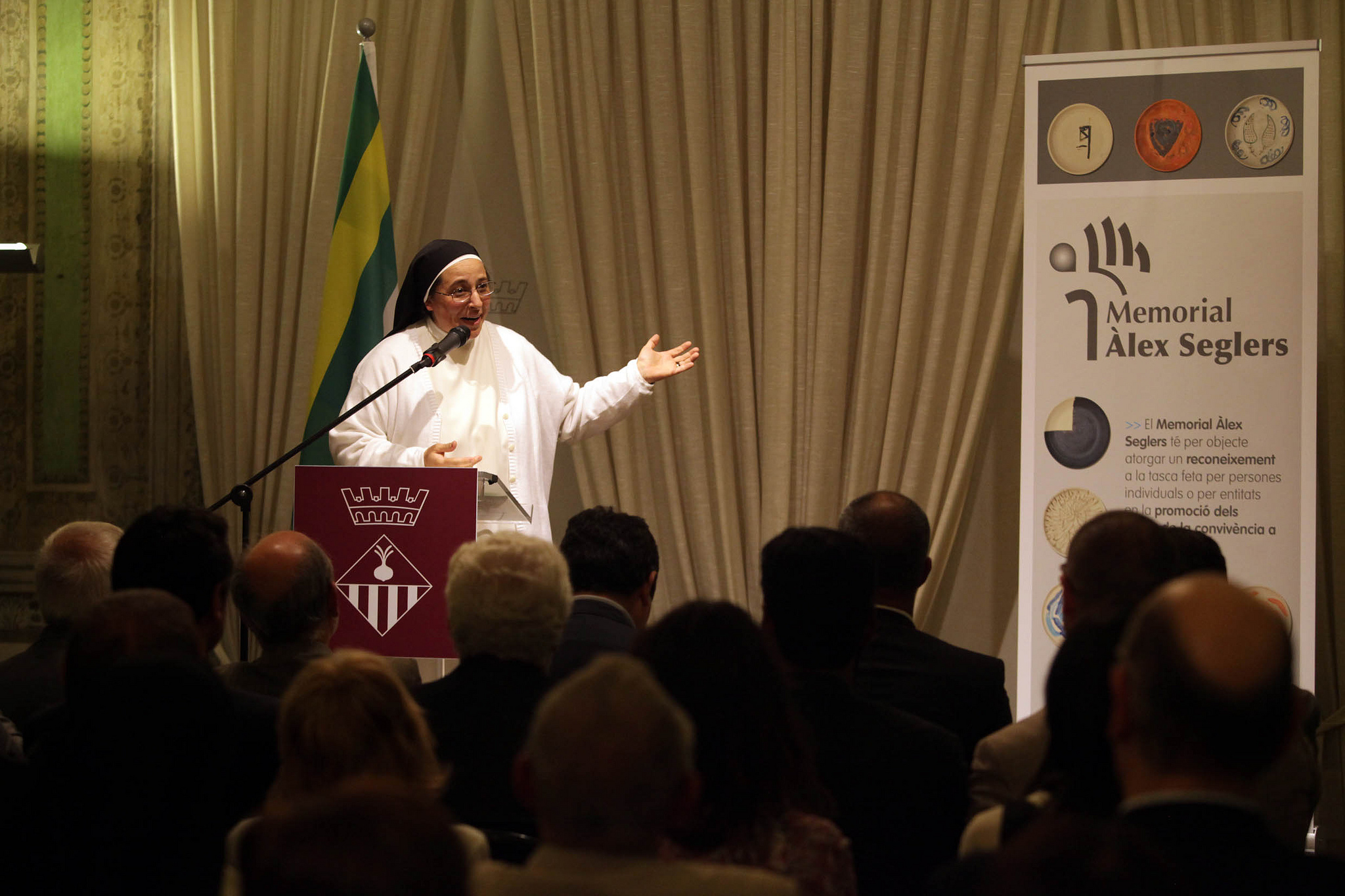
Sor Lucía Caram trên bục vinh quang, nhận giải thưởng tưởng niệm Àlex Seglers

Năm 2006, bà đã nhận được Giải thưởng Tưởng niệm Àlex Seglers để ghi nhận hoạt động của bà trong chủ nghĩa đại kết, chẳng hạn như thành lập Nhóm Đối thoại Liên tôn ở Manresa và sự tham gia của bà vào Ủy ban Tôn giáo Quốc hội Catalan lần thứ hai năm 2006.
Vào năm 2015, bà đã được trao giải thưởng Catalan of the Year, một giải thưởng được trao bởi một cuộc bầu chọn từ độc giả của El Periódico de Cataluña và khán giả của chương trình TV3 Els matins.

## Sách
- 1995, Vive tu fe El Catecismo en thánh giá! ( ISBN 978-84-85803-59-0
- 1997, El Evangelio en frostigramas (ISBN 978-84-89761-79-7)
- 2000, Nueva oración de los fieles I (ISBN 978-84-8407-096-2)
- 2000, Nueva oración de los fieles II (ISBN 978-84-8407-097-9)
- 2012, Mi Stewustro es el mundo
- 2014, Estimar la vida (ISBN 978-84-16154104)
- 2014, A Dios rogando (ISBN 978-84-15880-82-0)
- 2014, Amar la vida y compartirla
- 2015, Sor Lucía se confiesa (ISBN 978-84-16256-78-5)
- 2015, Las recetas de Sor Lucía Caram (ISBN 9788416245000)